# Ulf G. Stuberger
Ulf Günter Stuberger (* 5. September 1949 in Oberhausen-Sterkrade; † 4. Oktober 2015 in Pforzheim) war ein deutscher Journalist und Buchautor.
Stuberger war Mitbegründer der Justizpressekonferenz Karlsruhe (JPK) bei den Obersten Bundesgerichten als Pendant zur Bundespressekonferenz. Als Korrespondent bei Bundesverfassungsgericht (BVerfG), Bundesgerichtshof (BGH) und dem Generalbundesanwalt spezialisierte er sich auf die Themen Justiz und Recht, Spionage und Terrorismus.

## Leben
Über Strafvollzug in der Bundesrepublik Deutschland schrieb er aus der Sicht von Häftlingen das Buch Die ausgeschlossenen Eingeschlossenen, das einige Diskussionen auslöste. Er beobachtete als einziger Journalist den Baader-Meinhof-Prozess gegen die Führungsmitglieder der Rote Armee Fraktion (RAF) durchgehend im Gerichtssaal in Stuttgart-Stammheim. Über diese Zeit schrieb er drei Bücher (Die Tage von Stammheim – Als Augenzeuge im RAF-Prozess, In der Strafsache gegen Andreas Baader, Ulrike Meinhof, Jan-Carl Raspe, Gudrun Ensslin wegen Mordes u. a. – Dokumente aus dem Prozess und Die Akte RAF – Taten und Motive. Täter und Opfer) und arbeitete an weiteren Publikationen zu diesem Thema mit. Im Mai 1978 fand die Polizei in einer Frankfurter konspirativen Wohnung einen Zettel, auf dem Personen und Institutionen notiert waren, die mutmaßlich Opfer der RAF werden sollten. Auf dieser Todesliste war auch der Name Stubergers vermerkt.
Stuberger war Korrespondent der Nachrichtenagentur Reuters und zahlreicher Tageszeitungen und arbeitete u. a. bei stern und Der Spiegel, Rundfunk und Fernsehen. Außerdem arbeitete er für die Pressestelle des Bundesjustizministeriums und lebte längere Zeit in Frankreich und Afrika, zuletzt in Namibia: daraus resultieren Vorträge und Buchveröffentlichungen über die Owambo-Region. Aus dem Kreis der Leser bildete sich die gemeinnützige Organisation Bildung für Namibia e. V., dessen Erster Vorsitzender er wurde.
In Lothringen erwarb Stuberger einen kleinen Bauernhof, auf dem er Esel züchtete. Außerdem schrieb er fünf Bücher über Esel, zuletzt das Standardwerk Esel – Haltung und Pflege. Zucht und Rassen. Wandern mit Packtieren. Seit 2003 war Stuberger wieder als Justizkorrespondent in Karlsruhe tätig; er schrieb unter anderem für Frankfurter Allgemeine Zeitung (FAZ), Wiener Zeitung, Freitag, Bremer Nachrichten, Weser Kurier, Stuttgarter Nachrichten, Nürnberger Nachrichten, Rundfunk und Fernsehen und arbeitete als Buchautor.
2007 bot er Brigitte Mohnhaupt per offenem Brief eine Praktikumsstelle in seinem Pressebüro in Karlsruhe an, obwohl er vermutete, dass Frau Mohnhaupt ihn damals auf die RAF-Todesliste setzen ließ. Er war der Meinung, dass alle Sonderrechte für RAF-Terroristen gestrichen werden müssten; ihr Verhalten gleiche dem von Mitgliedern der Mafia oder vieler Nazitäter. Dabei gaben sie als Grund für ihre Taten immer vor, dass das Schweigen und das Lügen der Elterngeneration aus der NS-Zeit sie zu ihren Gewalttaten gebracht hätte. Stuberger trat für eine „Wahrheitskommission“ nach südafrikanischem Muster ein, um den Komplex der RAF-Taten aufzuklären. Dabei ging er von zwei Tätergruppen aus, die ihr Schweigen brechen müssten: RAF-Terroristen auf der einen und Vertreter des Staates auf der anderen Seite, die bei der Fahndung ebenfalls schwere Gesetzesverstöße begangen hätten und viele Dokumente bis heute unter Verschluss hielten.

## Schriften
- Die ausgeschlossenen Eingeschlossenen, Straffälligkeit und Strafvollzug; Stuttgart 1974; ISBN 3-421-01687-9.
- In der Strafsache gegen Andreas Baader, Ulrike Meinhof, Jan-Carl Raspe, Gudrun Ensslin wegen Mordes u. a. – Dokumente aus dem Prozeß; Frankfurt 1977; Wiederauflage: Hamburg 2007, ISBN 978-3-434-50607-2.
- Owambo, das neue Namibia; Windhoek, 2000.
- Die Tage von Stammheim – Als Augenzeuge beim RAF-Prozess; München: Herbig, 2007; ISBN 978-3-7766-2528-8.
- Die Akte RAF – Taten und Motive, Täter und Opfer; München: Herbig, 2008; ISBN 978-3-7766-2554-7.
- Esel – Haltung und Pflege. Zucht und Rassen. Wandern mit Packtieren; München: Kosmos, 2008; ISBN 978-3-440-11486-5.
- Ich war ein weißer Farmer in Afrika; München: Herbig, 2008; ISBN 978-3-7766-2575-2.
- Code Marmelade – Fiktion in Fetzendramaturgie; Kriminalroman, Aachen 2009; ISBN 978-3-86858-489-9.
- Owambo – Leben in Namibia; gemeinsam mit Savelia Stuberger; Aachen 2009; ISBN 978-3-86858-505-6.
- Joe Kučera – Leben in Balance; Biografie des international bekannten Jazzmusikers; Aachen 2010; ISBN 978-3-86858-407-3.
- Kein Sand im Getriebe – Durch Wüsten Afrikas; Aachen 2010; ISBN 978-3-86858-421-9.
- Die ausgeschlossenen Eingeschlossenen – Straffälligkeit und Strafvollzug; Marxzell 2011; E-Book.
- In der Strafsache gegen Andreas Baader, Ulrike Meinhof, Gudrun Ensslin, Jan Carl Raspe wegen Mordes u. a.- Dokumente aus dem Prozess; Marxzell 2011; 4. stark erweiterte E-Book-Ausgabe.
- Der Tonkrug – Bühnenstück nach Luigi Pirandello; Marxzell 2011; E-Book.
- Wr st dr Db? – Der erste Krimi ohne Vokale; Marxzell 2011; E-Book.
- Dr Kmmssr bm rzt – Der zweite Krimi ohne Vokale; Marxzell 2011; E-Book.
- Der Stein der Macht – Das Geheimnis afrikanischer Könige; gemeinsam mit Savelia Stuberger; Aachen 2011, ISBN 978-3-86858-627-5.
- Trude Rau und Babette Rögner – Zwei Gewerkschafterinnen im Gespräch 1974; Marxzell 2011; E-Book.
- Die Blumige; Kurzgeschichte, Marxzell 2012, E-Book.
- Der Gelehrte; Kurzgeschichte, Marxzell 2012, E-Book.
- Ihr Lachen klingt wie Weinen – Kindersoldaten in Uganda; herausgegeben gemeinsam mit Michael Elsässer; Aachen 2012, ISBN 978-3-86858-817-0.
- Der Baader-Meinhof-Prozess – Die RAF vor Gericht; Marxzell 2013; E-Book; Print: ISBN 978-1500187453.
- Drehbuch CODE MARMELADE; Marxzell 2013; E-Book.
- Der NSU-Prozess, Band 1; München und Karlsruhe 2013; E-Book; Print: ISBN 978-1500207120.
- Die Causa BeckerBuback, Der letzte große RAF-Prozess – Ein Lehrstück; Stuttgart/Marxzell 2013; E-Book; Print: ISBN 978-1500187767.
- Die Gerichtsmedizinerin; mit Elisabeth Türk; Reinbek 2013; ISBN 978-3499630088.
- Der gut bewachte Straßenfloh und andere Geschichten von Arnim Jülicher; Marxzell 2013; E-Book.
- Familie Flickwerk – Eine sehr kurze Geschichte; Marxzell 2013; E-Book.
- Hähnchen für Miss Negumbo – Erzählung einer wahren Begebenheit; Marxzell 2013; E-Book; Print: ISBN 978-1500207618.
- Die größten Esel der Welt; Marxzell 2014; ISBN 978-1500252144.
- Esel als Haustiere; Marxzell 2014; ISBN 978-1500227456.
- Verbrannt, Erstickt und Abgestürzt – Der zweite Riemenschneider-Krimi; Marxzell 2014; E-Book; Print: ISBN 978-1500174217.
- Wandern mit Eseln und anderen Packtieren; Marxzell 2014; ISBN 978-1500240998.